# Ластово
Ластово (хрв. Lastovo, итал. Lágosta, лат. Augusta Insula, грчки. Ladestanos) је острво у хрватском делу Јадранског мора. Налази се 14 km према југу од острва Корчуле.
Управном поделом припада Дубровачко-неретванској жупанији.

## Географија
Површина острва је 41 км². По дужини је 10 км, а по ширини 5,8 км. Највиши врх острва је Хум (417 м). А број становника острва је 835 ст. (2001)
Око острва Ластова се налази 46 острваца и хриди. Само острво Ластово је највеће острво у Ластовским острвцима, које се грана према североистоку према острвцима Ластовцима.
Највећу разуђеност имају северозападна и западна обала. А Ластово је најшумовитије хрватско острво са преко 70 одсто шумовите површине.
Ластово са околним острвима 29. септембра 2006. је проглашено Парком природе.

## Клима
Ластово има благу медитеранску климу. Просечна јануарска температура износи 10,1 °C, док је јулска 24,4 °C.

## Историја
Постоје археолошки налази у ували Ублима (на југозападној обали) из староримског раздобља и раног средњег века.
У време грчке колонизације спомиње са као Ладеста.
Први становници тога подручја након пада римске власти су према Константину Порфирогениту били некрштени Срби, а Ластово се налазило у саставу српске кнежевине Паганије. Српски (Рашки) краљ Стефан прозван "Рапави" је место продао граду Дубровнику.
Од раног средњег века мењао је власнике: Византија, Млетке (након 1.000.), Дубровачку републику (од 13. века), Хабзбуршку монархију (од 1797, након Цампоформијског мира). За Наполеоном, накратко га заузимају и њиме владају Француска и Енглеска.

## Привреда
Развијена је пољопривреда: виноградарство, маслинарство, повртарство и узгој рогачи. Значајно је и рибарство и рибопрерада као и туризам.

## Становништво
Од значајнијих насеља, на острву су насеља Ластово (451 ст. 2001) и Убле.
Хрвати су већински становници овог острва.
На Ластову се говори јединственим поднаречјем хрватског језика, чакавски јекавски (не ијекавски).